# Francisco Torroba
Francisco Javier Torroba (n. Ciudad de Buenos Aires, 25 de julio de 1955) es un abogado, productor agropecuario y político argentino, perteneciente a la Unión Cívica Radical, que desarrolló la mayor parte de su carrera política en la provincia de La Pampa. Fue diputado provincial entre 1999 y 2003, e intendente de la ciudad de Santa Rosa, capital provincial, entre 2008 y 2011. Fue candidato radical a gobernador de La Pampa en las elecciones de 2003 y 2015, en ambas resultando derrotado por el justicialista Carlos Verna.
Después de su intendencia continuó siendo uno de los principales dirigentes de la oposición pampeana, siendo elegido diputado nacional en 2013, con mandato hasta 2017.

## Biografía
Torroba nació el 25 de julio de 1955 en la ciudad de Buenos Aires, aunque su familia se trasladó a Santa Rosa, La Pampa cuando tenía solo unos meses de vida. Se recibió de abogado en la Universidad de Buenos Aires en 1983. Está casado y tiene seis hijos.
Militante de la Unión Cívica Radical desde muy joven, mantuvo una actividad destacada en la provincia de La Pampa, llegando a ser presidente del Comité Provincia de la UCR pampeana entre 1991 y 1993. En 1999 fue elegido diputado provincial por la Alianza para el Trabajo, la Justicia y la Educación, de la que formaba parte el radicalismo, ocupando la banca por el período 1999-2003. Al término de su mandato, se presentó como candidato a gobernador del Frente Alternativa Pampeana, compitiendo contra el justicialista Carlos Verna y el kirchnerista Néstor Ahuad. Resultó contundentemente derrotado al recibir solo el 25,62% de los votos contra el 48,96% de Verna, el segundo peor resultado histórico de la UCR en La Pampa desde la restauración de la democracia, si bien logró conservar el segundo lugar ante el kirchnerismo, que obtuvo el 19,92%.
Torroba llegó a la intendencia de Santa Rosa acompañado por su candidato a viceintendente Guillermo Di Liscia (Partido Socialista) luego de la intervención provincial del gobierno de Verna al intendente Juan Carlos Tierno (contra el cual había perdido estrechamente las anteriores elecciones), cuestionado por sus prácticas autoritarias y el caos político en el que se encontraba sumida la ciudad después de tan solo tres meses de gestión. En las elecciones subsiguientes, realizadas al amparo de la intervención, Torroba (como candidato de un frente que incluía a radicales, socialistas y peronistas disidentes) obtuvo un amplio triunfo sobre Tierno, convirtiéndose en el primer radical en ganar la intendencia de la capital pampeana desde la década de 1960 su gabinete estuvo compuesto por Pedro Salas (Secretario de Gobierno); Luis Evangelista (Hacienda), Diego Bosch (Obras Públicas); Ricardo Di Nápoli (Cultura, Educación y Comunicación); Elida Deanna en Secretaría de la Producción. Su intendencia se vio afectado por las internas dentro de su fuerza política y denunció haber sufrido de asfixia económica por parte del gobierno provincial.[cita requerida] Buscó la reelección en 2011, siendo derrotado por Luis Larragaña, postulante justicialista.
En 2013 fue candidato a diputado nacional por La Pampa, destacando como el único candidato de la provincia que adhirió a la campaña "Compromiso por la Calidad de la Información en Democracia", que buscaba ampliar la transparencia de la información gubernamental. Su campaña recibió críticas por parte del Frente de Izquierda y de los Trabajadores, refiriéndose en específico a un spot que mostraba a una joven siendo convencida de votar por Torroba por sus amigos varones, lo que llevó a acusaciones de machismo. Torroba fue elegido diputado con el 34,43% de los votos, apenas 1.413 votos por debajo de la lista encabezada por el justicialista Gustavo Fernández Mendía (que había ejercido como interventor de Santa Rosa antes de su intendencia) y muy por encima del 19,33% del candidato del PRO, Carlos Mac Allister, que también resultó elegido.
En las elecciones de 2015 volvió a ser candidato a gobernador, esta vez por el Frente Pampeano Cívico y Social (FrePam). Si bien tuvo un buen desempeño ascendiendo a un 36,42% de los votos, volvió a perder las elecciones contra Carlos Verna, que obtuvo el 48,60%. Sin embargo, su candidatura contribuyó a que el radicalismo recuperara el control de Santa Rosa, con Leandro Altolaguirre como candidato.
En 2019 es electo diputado provincial en las elecciones de La Pampa de 2019. En las internas del 12 de febrero de 2023 para intendente de Santa Rosa salió victorioso ganándole a las fórmulas de Martín Ardohain - María Fernanda Oddi, del PRO, y Federico Roitman - María Alejandra Pino, de la UCR con Romina Paci como su compañera de fórmula. Finalmente pierde las elecciones a intendente contra Luciano di Nápoli 44,01% a 40,85%.